# 쉐위안차오역
쉐위안차오역(중국어: 学院桥站)은 중국 베이징시 하이뎬구 쉐위안루 가도·화위안루 가도 경계의 북4환중로·쉐위안로 교차로 쉐위안교 북측에 위치한 창핑선의 지하철역으로, 2023년 2월 4일 창핑선 칭허역 - 시투청 간 개통과 함께 개장하였다.

## 위치
본 역은 북4환중로와 쉐위안로가 교차하는 쉐위안교 아래에 위치한다. 역은 남북 방향으로 배치되어 있다.

## 역 구조
본 역사는 총 길이 241m, 표준 구간 폭 23.1m, 높이 15.9m 규모의 지하 2층 2열 3경간 섬식 승강장의 역사로, 총 건축 면적은 20,564㎡이다. 6개의 출입구와 2세트의 풍정이 있다.

### 층별 구조
| 지면층   |                                 | 출입구                                  |
| 지하 1층 | 대합실                          | 고객센터, 자동 발매기, 출입 게이트      |
| 지하 2층 | ←                               | ■ 창핑선 창핑시산커우 방면 (류다오커우) |
| 지하 2층 | 섬식 승강장, 왼쪽 출입문이 열림 |                                         |
| 지하 2층 | →                               | ■ 창핑선 지먼차오 방면 (시투청)         |

## 출입구
이 역은 개통 초기에 A, B, C1, C2, D1출입구가 개장되었고, D2출입구는 2024년 12월 15일에 개장되었다.
| 출구                    | 지시             | 출구 인근                                                                               | 사진 | 무장애 시설 |
| ----------------------- | ---------------- | --------------------------------------------------------------------------------------- | ---- | ----------- |
| 出口 · A                | 쉐위안로(学院路) | 쉐위안로(学院路) 서측, 디다 남로(地大南路), 중국지질대학(中国地质大学)                  |      | 빈칸        |
| 出口 · B                | 쉐위안로(学院路) | 쉐위안로(学院路) 동측, 중국과기대학(北京科技大学)                                       |      |             |
| 出口 · C · 1            | 북4환(北四环)    | 북4환중로(北四环中路) 북측, 천공 빌딩(天工大厦)                                         |      | 빈칸        |
| 出口 · C · 2            | 쉐위안로(学院路) | 쉐위안로(学院路) 동측, 북4환중로(北四环中路) 남측, 베이징대학의학부(北京大学医学部)     |      | 빈칸        |
| 出口 · D · 1            | 북4환(北四环)    | 북4환중로(北四环中路) 북측, 중국자연자원항공물탐요감 센터(中国自然资源航空物探遥感中心) |      | 빈칸        |
| 出口 · D · 2            | 学院路           | 쉐위안로(学院路) 서측, 베이징 항공항천대학(北京航空航天大学)                            |      | 빈칸        |
| 아이콘 설명: 엘리베이터 |                  |                                                                                         |      |             |

## 역 예술
대합실 동쪽에는 벽화 "화인대아소《花儿对我笑》"가 있고, 겉보기엔 똑같지만 저마다 다른 사고방식을 갖고 있는 이과 대학생들의 모습을 보여주며, 3개의 출입구 A, C, D에는 인근 대학에 따라 서로 다른 공공 예술 작품이 설치되어 있다. : 베이징 중국지질대학 근처 A출입구 통로 벽화 "지질기원《地质纪元》"이 설치되어 있고, 건강을 소재로 한 벽화 "애적시계《爱的视界》"는 베이징대학의학부 인근의 C출입구 통로에 위치하며, 베이징 항공항천대학 인근의 D출입구 통로 구간은 "우주와 미래를 연결하는 터널"을 주제로 작품 "몽상공간참《梦想空间站》"이 장식되었다.

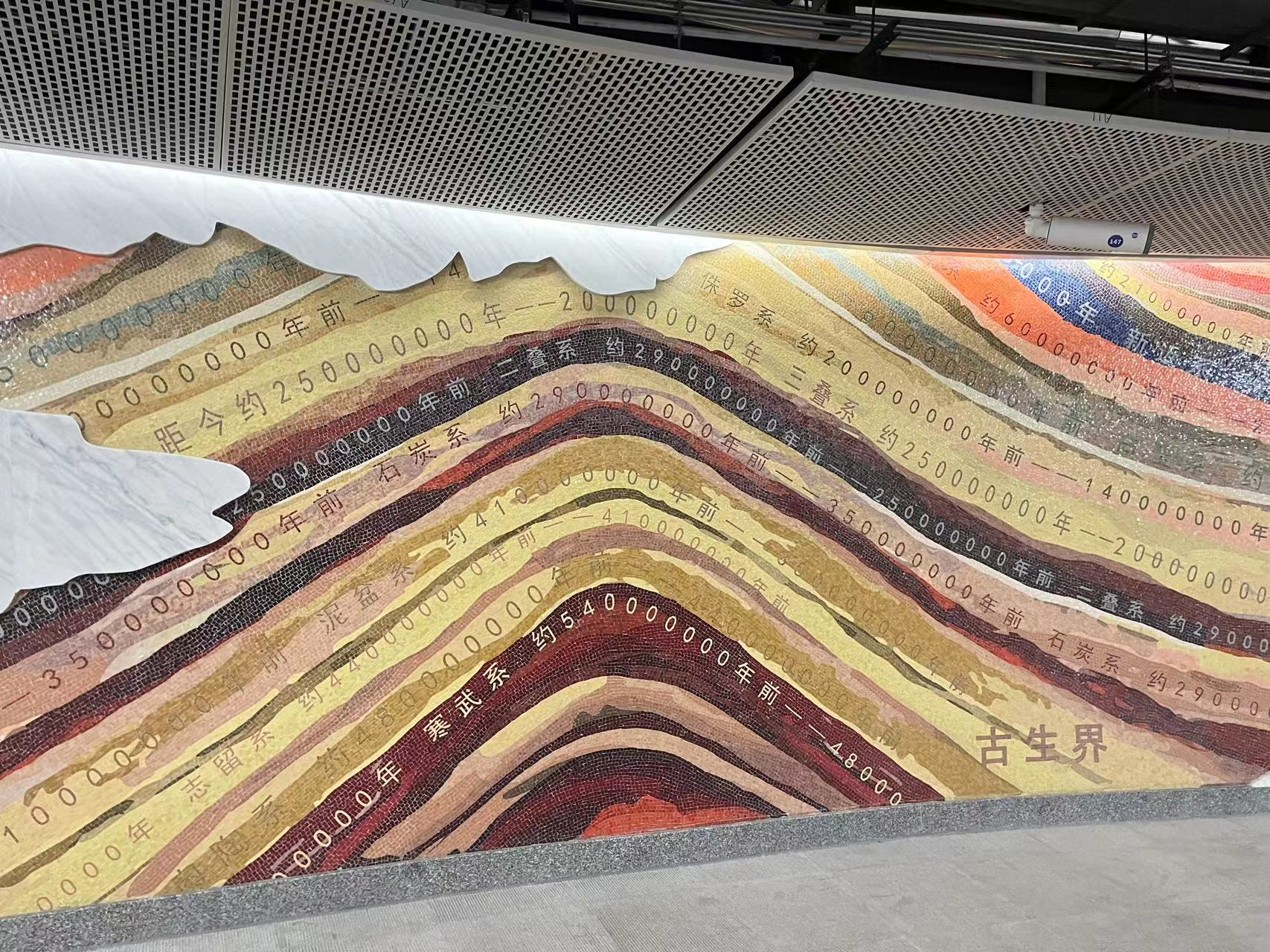
벽화 "지질기원《地质纪元》"